# شتيفاني شميد
شتيفاني شميد (بالألمانية: Stefanie Schmid )‏ (و. 1972  م) هي ممثلة مسرحية، وممثلة أفلام ألمانية، ولدت في شتوتغارت.

## التعليم
تعلمت في الجامعة الحكومية للموسيقى والفنون المسرحية شتوتغارت ‏.

## وصلات خارجية
- ستيفاني شميد على موقع IMDb (الإنجليزية)
- ستيفاني شميد على موقع ألو سيني (الفرنسية)
- ستيفاني شميد على موقع قاعدة بيانات الفيلم (الإنجليزية)
- ستيفاني شميد على موقع كينوبويسك (الروسية)

- شتيفاني شميد في قاعدة بيانات الأفلام على الإنترنت